# Мішка (Арад)
Мішка (рум. Mișca) — село у повіті Арад в Румунії. Адміністративний центр комуни Мішка.
Село розташоване на відстані 424 км на північний захід від Бухареста, 52 км на північний схід від Арада, 97 км на північ від Тімішоари.

## Населення
За даними перепису населення 2002 року у селі проживали 1209 осіб.
Національний склад населення села:
| Національність | Кількість осіб | Відсоток |
| -------------- | -------------- | -------- |
| румуни         | 963            | 79,7%    |
| цигани         | 226            | 18,7%    |
| угорці         | 17             | 1,4%     |

Рідною мовою назвали:
| Мова      | Кількість осіб | Відсоток |
| --------- | -------------- | -------- |
| румунська | 1192           | 98,6%    |
| угорська  | 15             | 1,2%     |